# Francisco Muntaner

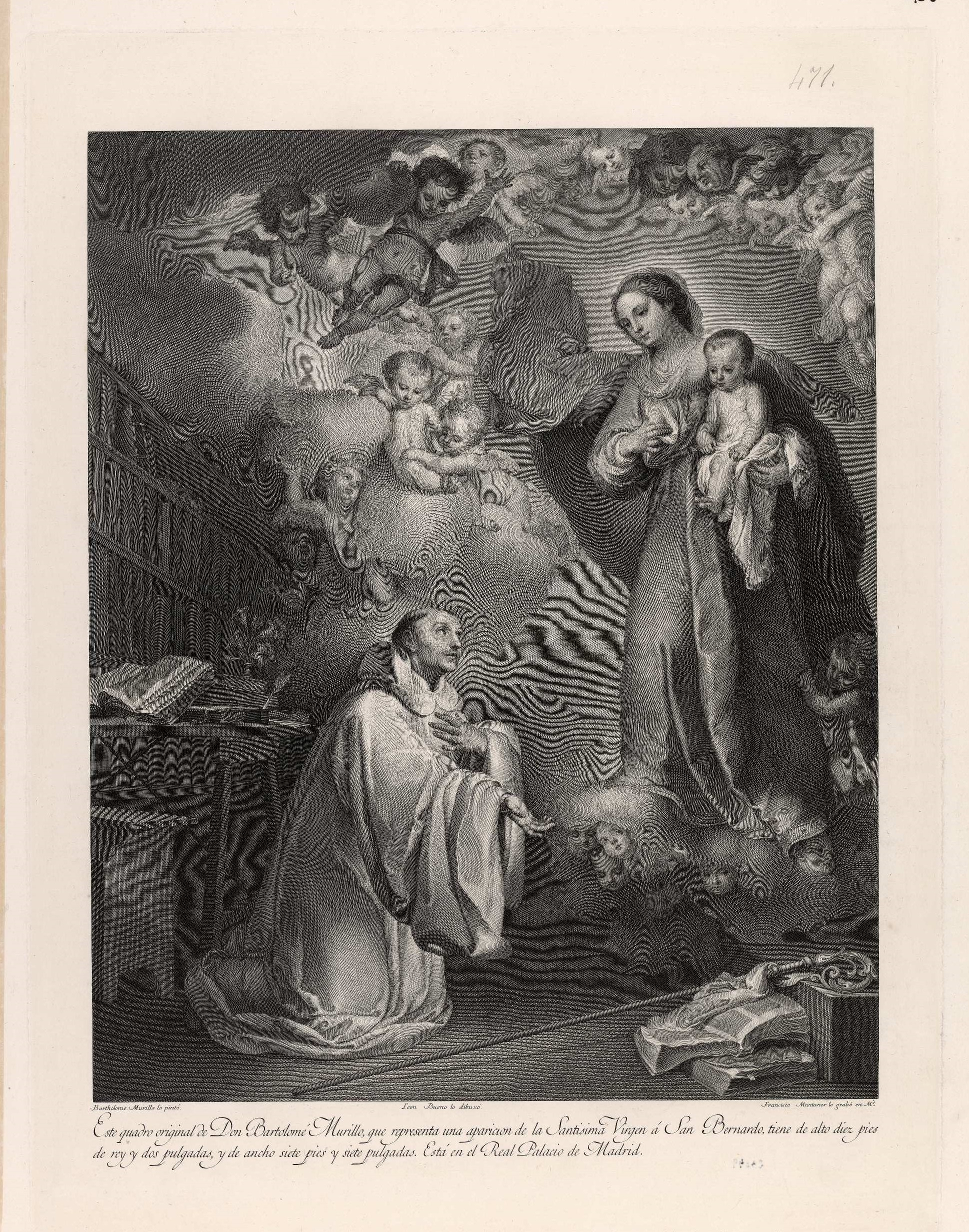
Aparición de la Virgen a san Bernardo, aguafuerte y buril según Bartolomé Esteban Murillo por dibujo de León Bueno. Madrid, Biblioteca Nacional de España.

Francisco Muntaner y Moner (Palma, 1743-Madrid, 1805) fue un grabador español.

## Biografía y obra
Miembro de una familia de grabadores mallorquines, hijo de Lorenzo Muntaner Upé, con quien se inició en el grabado, y nieto del pintor italiano Juan Muntaner Marimonti, fue bautizado en la catedral de Palma el 13 de abril de 1743. Protegido por el obispo de Mallorca Francisco Garrido de la Vega, al que había ofrecido un grabado de la Inmaculada, en noviembre de 1767 fue admitido como académico supernumerario en la Real Academia de Bellas Artes de San Fernando. No obstante, en marzo de 1768 el obispo hubo de dirigir una extensa carta al marqués de Sarria, director de la Academia, en defensa de Muntaner pues otro pintor mallorquín, Cristóbal Vilella, lo había denunciado como inhábil para ostentar el título por ser hijo de Juana Ana Picó, descendiente según decía de judeoconversos aunque, según el obispo, su verdadero apellido era Munera, adoptada de niña por Juan Picó, platero.
Confirmado tras el escrito del obispo, en noviembre de 1771 fue elegido unánimemente académico de mérito por dos estampas de la Inmaculada y de Nuestra Señora de los Dolores. Hacia 1779 contrajo matrimonio con Marta Ignacia González Palomino, hija del pintor Antonio González Ruiz y nieta de Juan Bernabé Palomino, de quien Muntaner llegó a recibir lecciones de grabado en la Academia.
Muntaner participó en varios de los más importantes proyectos emprendidos por la Academia atendiendo a los principios del pensamiento ilustrado, entre ellos las Antigüedades árabes de España, para las que en 1775 grabó por dibujo de José de Hermosilla la Vista de la fortaleza de la Alhambra desde el castillo de Torres Bermejas y la Vista de la mezquita de Córdoba y columnas miliarias. En 1784, por indicación de Ventura Rodríguez, grabó los planos de la planta y vistas de la catedral de Málaga, publicados un año más tarde como Diseños de la catedral de Málaga.

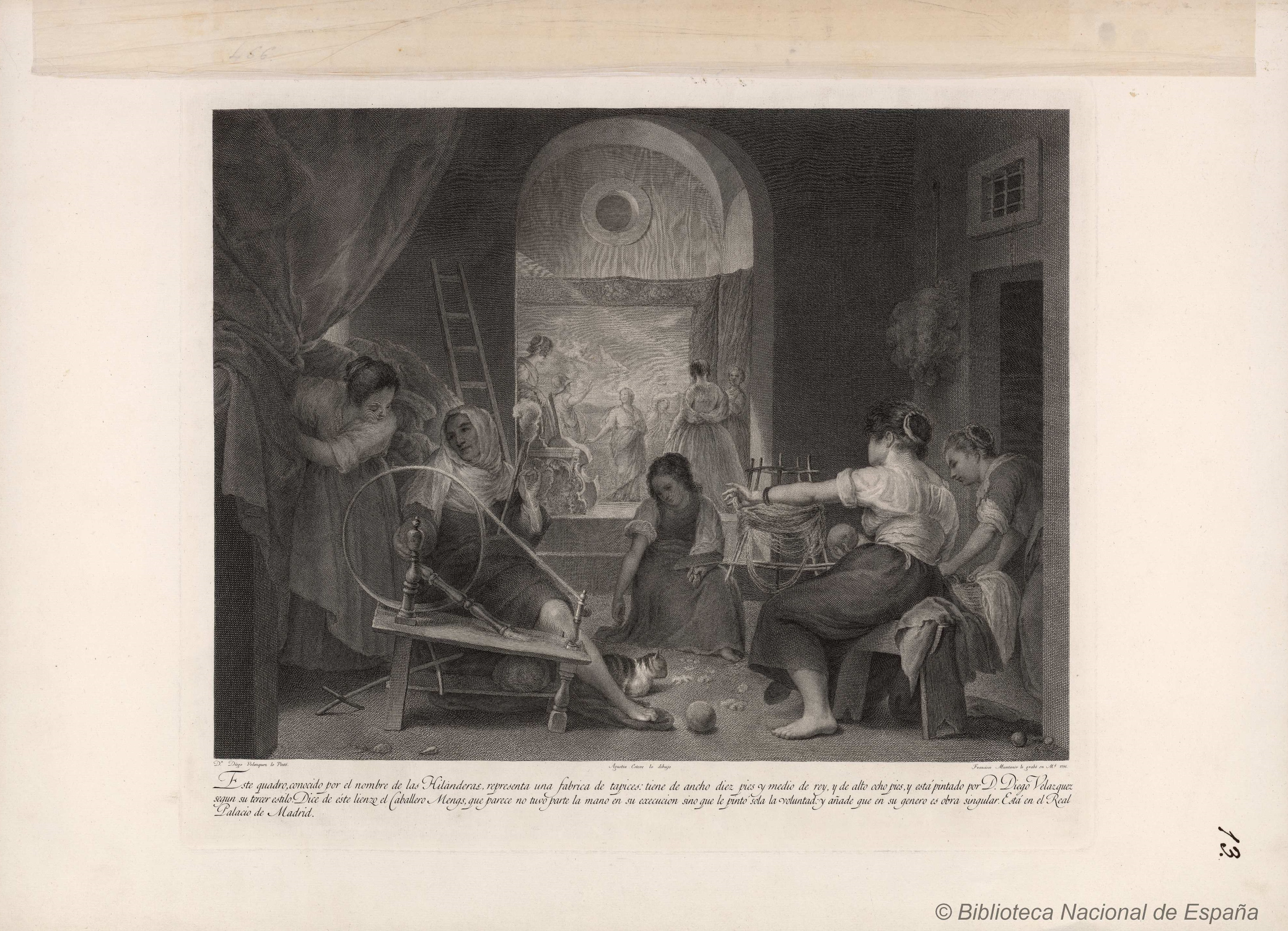
Las Hilanderas, aguafuerte y buril según dibujo de Agustín Esteve. Inscripción: «Este quadro, conocido por el nombre de las Hilanderas, representa una fábrica de tapices: tiene de ancho diez pies y medio de rey, y de alto ocho pies, y está pintado por D. Diego Velázquez / según su tercer estilo. Dice de este lienzo el Caballero Mengs, que parece no tuvo parte la mano en su execución sino que le pintó sola la voluntad: y añade que en su género es obra singular. Está en el Real Palacio de Madrid». Biblioteca Nacional de España.

Colaboró con la serie de Retratos de los españoles ilustres promovida por la Real Calcografía a propuesta de Manuel Salvador Carmona, director de la Real Academia de San Fernando, quien lo incluyó en la relación de los grabadores de «más mérito» para abordar el proyecto. A él se deben en esta serie los retratos de Ambrosio de Morales y Juan de Mariana, ambos por dibujos de José del Castillo (1788), el del cardenal Gil de Albornoz, 1791, dibujo de Manuel de la Cruz Vázquez, el de Antonio Agustín, 1791, por dibujo de José Maea, y el de Juan Luis Vives, 1794, según dibujo de José López Enguídanos.
Para la Compañía para el grabado de los cuadros de los Reales Palacios grabó en 1796 Las hilanderas de Velázquez, según dibujo de Agustín Esteve, trabajo por el que se le pagaron 30.000 reales, el Bufón con libros del mismo Velázquez por dibujo de León Bueno, por el que cobró 5 000 reales en 1792,  la Aparición de la Virgen a san Bernardo de Murillo a partir de un dibujo de León Bueno, aguafuerte por el que cobró 25.000 reales, y el Magistrado con un crucifijo de Leandro Bassano por dibujo igualmente de León Bueno, erróneamente interpretado como retrato de Tomás Moro y atribuido a Tiziano, por el que se le pagaron 1.000 reales. Además, y para esta misma serie, dirigió a su discípulo Manuel Esquivel en las reproducciones de Esopo y Menipo de Velázquez.
También participó en la «obra cumbre de la tipografía española del siglo XVIII», La conjuración de Catilina y la Guerra de Yugurta de Salustio traducidas por el infante Gabriel de Borbón, edición de Joaquín Ibarra, 1772, y en el llamado Quijote de Ibarra, impreso en cuatro tomos en 1780 bajo el patrocinio de la Real Academia, para el que proporcionó seis estampas por dibujos de Antonio Carnicero, cinco de ellos, y de Gregorio Ferro.